# Новоросійка (Біловський округ)
Новоросі́йка (рос. Новороссийка) — присілок у складі Біловського округу Кемеровської області, Росія.
Стара назва — Новоросійський.

## Населення
Населення — 258 осіб (2010; 301 у 2002).
Національний склад (станом на 2002 рік):
- росіяни — 98 %